# Славчо Маленов
Славчо Маленов е български театрален режисьор, професор, преподавател по режисура за куклен театър в НАТФИЗ „Кръстьо Сарафов“, автор на книги, свързани с кукленото изкуство.

## Биография
Роден е на 9 юни 1950 г. в София. Завършва през 1978 г. режисура за куклен театър във ВИТИЗ под ръководството на проф. Николина Георгиева, а през 1986 г. специализира в Institute International de la Marionnette в Шарлевил-Мезиер, Франция, „Кукли музика и танц“ под ръководството на Андре Таон.
Работи като щатен режисьор от 1978 до 1980 г. в Държавния куклен театър – Варна, 1980 до 1986 г. – Държавния куклен театър – Пловдив, 1986 до 1989 г. – Централния куклен театър – София. От 1989 до 1991 г. е художествен ръководител на Централен куклен театър – София, от 1992 до 2004 г. е режисьор в Театър „Ателие 313“, София. От 1992 г. е редовен преподавател по режисура за куклен театър в НАТФИЗ „Кръстьо Сарафов“.
Реализирал е над 90 постановки за деца и възрастни, като има предпочитания към жанра на вълшебните приказки и естетиката на театъра с марионетки. Поставял е пиеси в различни страни по света, като Сърбия, Хърватия, Босна и Херцеговина, Словения, Белгия и Мексико. Спектаклите му са представяни и отличавани на редица международни фестивали в Европа, САЩ, Канада, Куба, Мексико, Тунис, Индия, Корея и Япония.
Автор е на множество преводи и публикации в специализирани издания в България и в чужбина, както и на книгите „Трудът М“, „Адаптации на приказки за куклен театър“, „Дизайн на сценично осветление“.

## Признания и отличия
- 1979 – Награда за режисура, Национален преглед на куклените театри, София за „Чими“ в ДКТ Варна.
- 1981 – Голямата награда „Златен делфин“ на Международния фестивал „Златен делфин“ Варна’81 за „Бубу“ в ДКТ Варна.
- 1981 – Награда на САБ, Режисьор на годината за „Хождение по буквам“ в ДКТ Пловдив и „Пътешествие без куфар“ в ДКТ Варна.
- 1981 – Орден „Кирил и Методий“ II ст.
- 1984 – II Награда за режисура на Международния фестивал „Златен делфин“ Варна’84, за „Не пипай куфара“ в ДКТ Пловдив.
- 1988 – I Награда за режисура Международния фестивал „Златен делфин“ Варна’88 за „Лъв без опашка“ в ДКТ Пловдив.
- 1989 – Голямата награда „Маестро Роберто Лаго“ на Международния фестивал в Мексико за „Ламята от улица Войтешка“ в ЦКТ София
- 1989 – Награда на Съюза на мексиканските критици за най-добър спектакъл за „Ламята от улица Войтешка“ в ЦКТ София
- 1993 – II Награда за цялостен спектакъл на Международния фестивал „Златен делфин“ Варна’93 за „Халифът щърк“ в ЦКТ София
- 1999 – II Награда за най-добър спектакъл на Международния фестивал Прага’99 за „Буратино“ в театър „Ателие 313“ София.
- 1999 – Голямата награда „Златен делфин“ на Международния фестивал „Златен делфин“ Варна ’99 за „Буратино“ в театър „Ателие 313“ София.
- 1999 – Награда на Международния куклен фестивал в Толоса, Испания, за най-добро детско представление за „Буратино“ в театър „Ателие 313“ София.
- 2000 – Награда за цялостно решение на Международния куклен фестивал в Суботица, СР Югославия, за „Малката елфа“ в Дечие позорище, Баня Лука, Р.С. Босна и Херцеговина.
- 2000 – Голямата награда „Пиеро“ на Международния фестивал „Пиеро 2000“, Стара Загора’2000 за „Честна мускетарска“ в театър „Ателие 313“ София.
- 2001 – Награда за цялостен спектакъл и награда за актьорско майсторство на Международния фестивал ПИФ в Загреб, Хърватия за „Буратино“ в Градско казалище лутака, Сплит, Хърватия
- 2001 – Награда „Най-добър спектакъл на фестивала“ на Международния фестивал в Марибор – Словения за „Буратино“ в Градско казалище лутака, Сплит, Хърватия.
- 2001 – Награда за инсценизация и пластика на Международния фестивал „Театър в куфар“ – гр. Ломжа, Полша за „Малката елфа“ в Дечие позорище, Баня Лука, Р.С. Босна и Херцеговина.
- 2001 – „Гранд при“ на Третия Международен фестивал на малките форми в Крагуевац, СР Югославия за „Малката елфа“ в Дечие позорище, Баня Лука, Р.С. Босна и Херцеговина.
- 2002 – Награда за режисура на I Международен фестивал на детските театри – Баня Лука, Босна и Херцеговина, за „Честна Мускетарска“ в Театър „Ателие 313“, София.
- 2002 – Награда за режисура на Международния куклен фестивал „Златният делфин“ за „Честна Мускетарска“ в Театър „Ателие 313“, София.
- 2004 – Награди за режисура на Международния фестивал в Крагуевац, Сърбия и Черна гора за „Боризмейко“ в Столичен куклен театър – София.
- 2005 – Голямата награда „Златният делфин“, както и награда за режисура на Международния фестивал „Златният делфин“ Варна, за спектакъла „Приказка за Пеещото дърво“ в ДКТ Варна.
- 2006 – Награда „Икар“, за спектакъла „Барон Мюнхаузен“ в Театър „Ателие 313“.
- 2007 – Награда за цялостно решение на Международния фестивал в Котор, Черна гора, за спектакъла „Пинокио“ в Дечие позорище, Баня Лука, Босна и Херцеговина.
- 2008 – Награда на Министъра на културата на Република България по случай 24 май с почетен знак и грамота.
- 2008 – Награда за режисура на Международния фестивал на детските театри в Баня Лука, Босна и Херцеговина, за спектакъла „Приказка за Пеещото дърво“ в ДКТ Варна.
- 2009 – Награда за адаптация на текст за хърватската устна народна приказка „Мала вила“ на фестивала за куклена драматургия „Мали Марулич“ в гр. Сплит, Хърватия.
- 2009 – Награда за режисура на Международния фестивал „Двама са малко, трима са много“ – Пловдив, за спектакъла „Малката самовила“ в ДКТ Стара Загора.
- 2009 – Шест награди на 17 фестивал на детските и куклени театри от Босна и Херцеговина, за спектакъла „Кресиво“ в Позорище лутака Мостар, Босна и Херцеговина.
- 2010 – Гранд при на Лутфест 2010 – Сараево, за спектакъла „Кресиво“ в Позорище лутака Мостар, Босна и Херцеговина. Адаптирал над 20 заглавия за деца и възрастни, реализирани в различни професионални куклени театри в България и в чужбина.
- 2013 – Награда „Икар“ за изключителен принос в развитието на българския куклен театър.

## Значими произведения
- „Чими“ от Борис Априлов
- „Бубу“ от Димитър Точев;
- „Меко казано“ от Валери Петров;
- „Пътешествие без куфар“ от Станислав Стратиев;
- „Вълшебникът от Оз“ по Лиман Франк Баум
- „Храбрият лешникотрошач“ по Е.Т.А. Хофман;
- „Лъв без опашка“ от Кузман Кръстев;
- „Не пипай куфара“ от Борис Априлов;
- „Малката фея“ по Воймил Рабадан
- „Малкият принц“ по Антоан дьо Сент-Екзюпери;
- „Ламята от ул. Войтешка“ по Карел Чапек
- „Вайцман и Червенокожия“ от Георг Табори
- „Халифът щърк“ от Вилхелм Хауф
- „Буратино“ по Алексей Толстой;
- „Малката елфа“ по Eбба Лангескьолд-Хофман
- „Майстора и Маргарита“ по Михаил Булгаков
- „Двете принцеси“ по английска народна приказка
- „Боризмейко“ по българска народна приказка
- „Приказка за пеещото дърво“ по Ебба Лангескьолд-Хофман
- „Барон Мюнхаузен“ по Ерих Распе
- „Пинокио“ по Карло Колоди
- „Малката самовила“ по хърватска устна приказка
- „Огнивото“ по Ханс Кристиан Андерсен

## Други
- 1978 – Член на Съюза на артистите в България.
- 1978 – Член на УНИМА (UNIMA – Union Internationale de la Marionnette)
- 1988 – 1996 – Член на екзекутивния комитет на УНИМА
- 1988 – 1998 – Член на Съвета на УНИМА
- 1988 – 2004 – Президент на Българския център на УНИМА